# 辺真一
辺 真一（ピョン・ジンイル（日本読み:へん しんいち）、朝: 변진일、邊眞一、1947年 - ）は、在日コリアン二世ジャーナリスト。朝鮮半島問題専門誌『コリア・レポート』創刊者、編集長。有限会社コリア・エンタープライズ代表。日本外国特派員協会会員、日本ペンクラブ会員。

## 経歴
- 両親は韓国・済州島出身だが、実母は韓国人ではなく秋田県出身の日本人である。辺自身はこのことを50歳になって知った[2]。
- 明治学院大学文学部英文学科卒業。在学中は演劇部に所属し、当時は俳優の奥田瑛二も部員として在籍していた[2]。朝鮮半島問題に関わらなければ、英国のシェイクスピアを研究したかったと語っている[3]。
- 朝鮮新報社で英字誌『PEOPLE'S KOREA』、仏語紙『LA COREE POPULARE』、『朝鮮新報』日刊紙社会部などの記者を歴任。1973年から1980年にかけてロシア（当時はソビエト連邦）、東ドイツ、ハンガリー、ブルガリア、ユーゴスラビア、アルジェリア、マルタなど多くの海外取材を手掛けていた。1980年に退社し、35歳の1982年に東京の神田神保町に事務所を構えて独立。朝鮮半島専門誌『コリア・レポート』を創刊し、現在に至るまで編集長を務めている。
- 朝鮮半島の緊張緩和、南北和解、日朝関係改善を願い、1985年には「神戸ユニバシアード」で統一応援旗を製作し、南北共同応援団を結成。1991年 には俳優の菅原文太やアントニオ猪木、評論家の田原総一朗、作曲家の三枝成彰、歌手の都はるみらに呼び掛けて南北国連同時加盟記念祝賀宴を東京で開催。また、金丸訪朝後は在米韓国人の「マダム朴」が手掛けた北朝鮮への名古屋からの民間直行便開設に助力している。
- 現代財閥創業者の鄭周永の妻である邊仲錫（鄭も妻も、現在の北朝鮮の江原道通川郡出身である）は父方の親戚であり、現代財閥とのコネクションから2002年日韓ワールドカップ共同開催時には鄭周永の六男でもある韓国側組織委員会委員長の鄭夢準FIFA副会長とのインタビューにも成功している。
- 1999年に参議院朝鮮問題調会で参考人として国会で陳述。
- 2003年に沖縄大学客員教授に就任（～2015年）。
- 2003年に海上保安庁政策アドバイザーに就任（～2015年3月）。

## 人物
- 1997年に日本政府が北朝鮮に米支援を行うことを決め、国内で賛否両論が起きた際に、支援に慎重であるべきとする西村眞悟と対立し、北朝鮮による日本人拉致問題解決のためにも人道支援を行うべきとの主張を譲らなかった。
- 2002年の日朝首脳会談以前には、日本のメディアが韓国に亡命した北朝鮮工作員の証言をもとに横田めぐみ拉致事件について報道したことに対して、正体不明者の発言は伝聞に過ぎず、証言ではなく、「未確認情報」とすべきと書いていた。その後、証言者として名乗り出た工作員（安明進）とインタビューを行い、本人の口からめぐみさんに関する情報は自分が北朝鮮で目撃した情報ではなく、韓国の情報機関が別の脱北者から聴取した話を代わりに伝えたに過ぎないとの証言を得た[4]。
- 金正日後継問題では、日韓のメディアでは次男の金正哲有力説が大勢を占めていたが、三男の金正恩に決まる2009年まで、長男の金正男有力説を唱えていた。
- 韓国への取材渡航は数十回に及ぶが、北朝鮮へは『朝鮮新報』記者時代の1980年に一度渡航したのみである。後にアントニオ猪木との対談で明らかにしたところでは、名古屋＝平壌間のチャーター便就航事業に協力したところ、これに関われなかった朝鮮総聯から疎まれ、北朝鮮への渡航申請をしても許可が下りない状況に陥ったという[5]。
- 日韓専門サイト『JPニュース』への寄稿で、「ザイニチ社会には、ザイニチだけが持っている水面下の人脈がある。日本芸能界およびスポーツ界、時には甲子園の出場選手まで北海道出身でも九州出身でもどこの誰でも情報が回覧板のように伝えられてくる」と証言している[6]。
- 日本テレビ系番組「太田光の私が総理大臣になったら…秘書田中。」で、拉致問題の解決を訴える主張に「日本が拉致のことを言うなら、北朝鮮に対し歴史を清算すべきだ」「歴史の清算が先だ」との北朝鮮側の主張を伝えていた。
- キムチなどの辛い物が苦手[7] であるが、自身の出自を踏まえた自己紹介の定番は「私の体にはキムチのDNAがあり、たくあんの血が流れている」である。
- 中日ドラゴンズファンで[8]、趣味はボクシング鑑賞、読書、旅行。

## 主要な活動
テレビ・ラジオの出演は1986年からで、TBS系「情報デスクToday」などを皮切りに、朝鮮問題に関する評論家活動を続けている。

### テレビ番組
- サンデーモーニング（TBS系） - 朝鮮半島での有事の際にコメンテーターとして出演することが多い
- ひるおび!（TBS系） - 同上
- 羽鳥慎一モーニングショー（テレビ朝日系）
- ワイド!スクランブル（テレビ朝日系）
- ビートたけしのTVタックル（テレビ朝日系）
- 情報ライブ ミヤネ屋（読売テレビ・日本テレビ系）
- スッキリ（日本テレビ系）
- ウェークアップ!ぷらす（読売テレビ・日本テレビ系）
- 深層NEWS（BS日テレ)
- 報道ライブ21 INsideOUT（BS11）
- ワイドナショー（フジテレビ系）
- 教えて!ニュースライブ 正義のミカタ（ABC）
- みのもんたのよるバズ!（AbemaTV）

### ラジオ番組
- 森本毅郎・スタンバイ!（TBSラジオ）
- Jam the WORLD（J-WAVE）
- 夕刊おがわR（HBCラジオ）
- クロノス（TOKYO FM）
- 安藤豊 どんどこサタデー（RKBラジオ）

### 講演活動
国や地方の行政機関・教育機関・経済団体・メディア・金融その他民間企業などに対し、毎年100回前後、講演を行っている。
主な演題は、以下のような内容である。
1. 人権について：「人権感覚豊かな社会実現をめざして」「心の国際化とは何か」「拉致問題と人権」
2. 文化論：「似て非なる韓国人と日本人」「日本人が気付かなかった日本の底力」
3. 国際情勢：「日本を取り巻く国際情勢」「アジアの中の日本〜近隣諸国とどう向き合うべきか」「アジアの風を読む」
4. 日韓関係：「近くて近い国 日韓」「未来志向の日韓関係とは」「日韓の相違をいかに克服するか」
5. 北朝鮮関連：「拉致と核と日朝関係の行方」「金正恩の北朝鮮と日本」「日本と朝鮮半島の将来」

## 主要著書
- 「一触即発の三八度線」（飛鳥新社、1988年）
- 「表裏の朝鮮半島」（天山出版、1992年）
- 「朝鮮半島Xデー」（DHC、1994年）
- 「韓国人と上手に付き合う法」（ジャパンミックス、1997年）
- 「北朝鮮知識人からの内部告発」（三笠書房、1999年）
- 「北朝鮮亡命730日ドキュメント」（小学館文庫、1999年）
- 「北朝鮮100の新常識」(ザ・マサダ、1999年)
- 「強者としての在日」（ザ・マサダ、2000年）
- 「韓国経済ハンドブック」（全日出版、2002年）
- 「読売ｖｓ朝日　社説対決」（中央公論社、2002年）
- 「金正日延命工作全貌」（小学館文庫、2002年）
- 「金正日の真実」（小学館文庫、2003年）
- 「１４歳からわかる北朝鮮のすべて」（マガジンハウス、2009年）
- 「どうなる！　これからの北朝鮮」（レッカー社、2011年）
- 「金正恩の北朝鮮と日本」（小学館、2012年）
- 「世界が一目置く日本人、残念な日本人」（三笠書房、2013年）
- 「大統領を殺す国　韓国」（角川文庫、2014年）
- 「北朝鮮と日本人　アントニオ猪木と対談」（角川文庫、2014年）
- 「疑獄　朴槿恵の知られざる大罪」（共著）（宝島社、2017年）
- 「在日の涙－間違いだらけの日韓関係」（飛鳥新社、2017年）
- 「韓国経済　断末魔の全内幕」（共著）（宝島社、2018年）
- 「真っ赤な韓国」（共著）（宝島社、2018年）
- 「もしも南北統一したら」 (ワニブックスPLUS新書　2020年)

## 主要訳書
- 「潜航指令」（ザ・マサダ、1997年）
- 「生きたい！　飢餓と絶望からの脱出」(ザ・マサダ、1997年)
- 「韓国人の私が韓国を嫌いになった理由」（ザ・マサダ、1998年）
- 「凍れる河を超えて」上・下（講談社、2003年）
- 「北朝鮮が核を発射する日」（PHP研究所、2004年）